# Arnošt Rolný
Arnošt Rolný (28. února 1887 Prostějov – 24. července 1950 Prostějov) byl český průmyslník, působící v oděvním průmyslu.

## Životopis
Vystudoval reálku v Prostějově a obchodní akademii ve Vídni. Od roku 1913 spolu se svou matkou řídil oděvní firmu Rolný, v roce 1920 převzal vedení do svých rukou. Od roku 1922 budoval síť distribučních prodejen (první v Praze, v roce 1935 jich bylo v Československu 95). Firma v té době pronikala i do zahraničí (Maroko, Egypt, Palestina, Hong-Kong, Paraguay). V roce 1940 se firma musela změnit na komanditní společnost s německým spoluvlastníkem, v roce 1946 byla znárodněna. 
Arnošt Rolný zemřel před svým zatčením. Pohřben byl v rodinné hrobce na Městském hřbitově v Prostějově.
Rodina Rolných byla v době komunistického režimu perzekvována. V roce 1991 byl rehabilitován.

## Ocenění
- Řád svatého Řehoře Velikého (1941)